# Женщины в Ливане

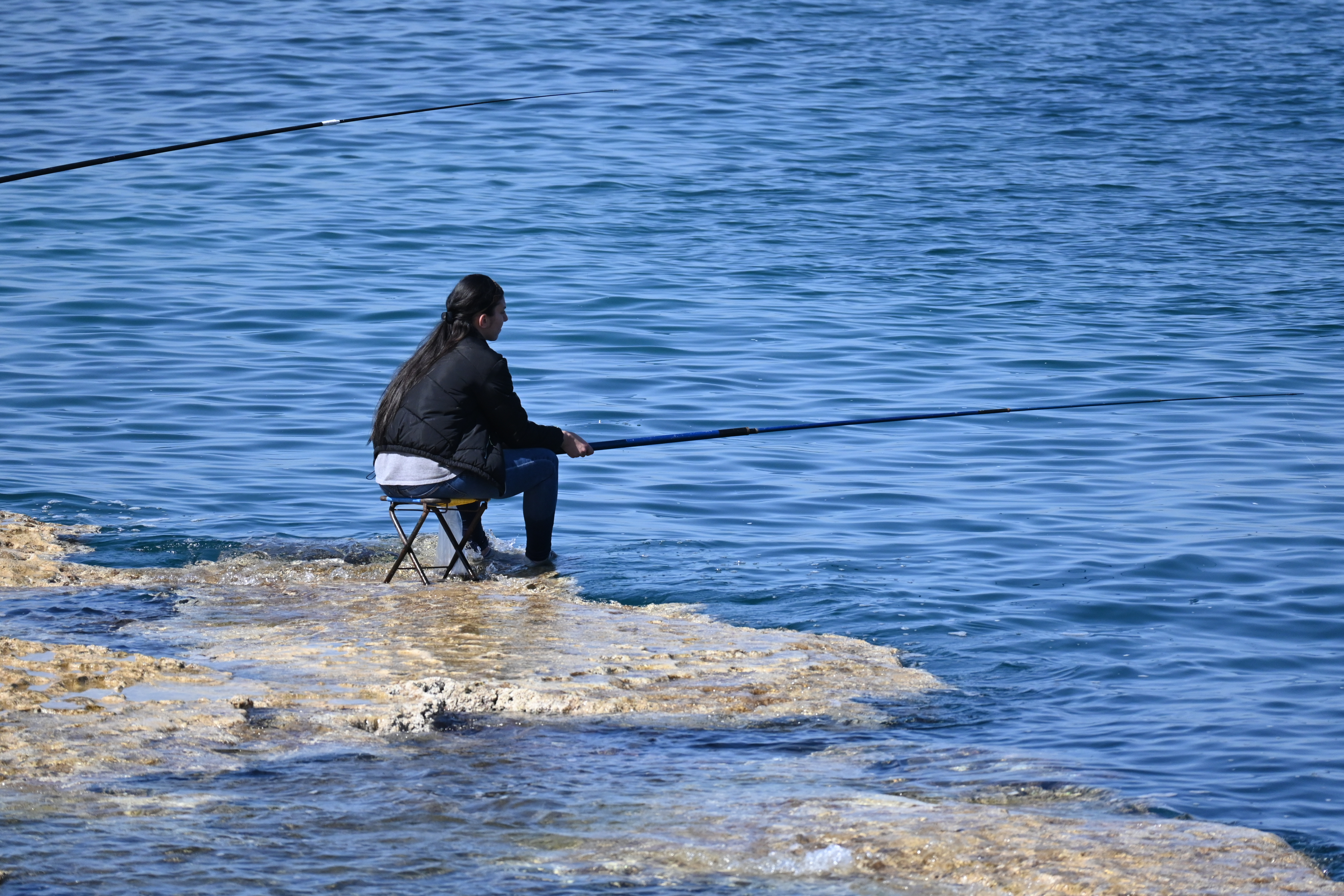
Женщина рыбачит, Сур, Южный Ливан, март 2023

На Ближнем Востоке Ливан известен своими активными феминистскими движениями. Они направлены на преодоление правовой и социально-политической дискриминации, закрепленной в законе о личном статусе. Во время протестов в 2019 году ливанские женщины призывали к реформированию ограничивающей права женщин архаичной системы личного статуса, основанного на религии. Дискриминация включает неравенство в доступе к разводу, опеке над детьми и наследованию, а также в правах собственности. В отличие от мужчин ливанские женщины не могут передавать свое гражданство мужьям и детям-иностранцам.

## История
Ливанские женщины получили право голоса в 1952 году, спустя пять лет после мужчин. Ограничение, требующее, чтобы женщины имели хотя бы начальное образование для голосования, было снято пятью годами позже, в 1957 году. С тех пор был совершен большой прогресс в достижении целей устойчивого расширения прав и возможностей. В 1997 году Ливан присоединился к Конвенции о ликвидации всех форм дискриминации в отношении женщин (CEDAW). В 1998 году в Ливане была создана Национальная комиссия по делам ливанских женщин.
По данным Human Rights Watch ливанские власти не выполняют обязательства по защите женщин от насилия и прекращению их дискриминации, а принятый парламентом в 2020 году закон о криминализации сексуальных домогательств, который обеспечил важные меры защиты, признав сексуальные домогательства преступлением и предусмотрев меры защиты осведомителей, не соответствует международным стандартам. Например, закон не направлен на борьбу с домогательствами на работе с помощью трудового законодательств. Трудовые мигранты в рамках распространённой в ряде стран Ближнего Востока системы Кафала, не защищены трудовым законодательством, сталкиваются с жестоким обращением и халатностью со стороны работодателей.
На заседании Совета ООН по правам человека 18 января 2021 г. были представлены рекомендации, направленные на усиление мер и мер защиты прав человека в Ливане. Правительство Ливана, по мнению Amnesty International, должно уступить международному давлению, чтобы решить основные вопросы, касающиеся гражданских, социальных и экономических прав женщин, особенно с учётом того, что со времени последних рекомендаций в 2015 году правительством были достигнуты лишь незначительные улучшения. Рекомендации, сделанные 47 правительствами на заседании рабочей Совета, включали прекращение пыток со стороны авторитетных лиц и их безнаказанность, декриминализацию клеветы, ликвидацию системы Кафала и расширение прав граждан на протесты, собрания и свободу слова.

## Гендерный разрыв
В Ливане один из самых высоких общих гендерных разрывов в мире (145-е место из 153 стран в отчёте Всемирного экономического форума о гендерном разрыве за 2020 год) и один из самых низких мировых показателей участия женщин на рынке труда, который колеблется на уровне 29 % для женщин и 76 % для мужчин. Уровень распространённости супружеского насилия составляет около 25 %, а женщины составляют лишь 4,6 % членов парламента. В сообществе беженцев беженки-женщины испытывают наибольшую нехватку продовольствия и значительно чаще отмечают, что не имеют законного места жительства или доступ к надлежащему жилью.

#### Неравенство на уровне закона
Статья 7 конституции Ливана утверждает, что все граждане должны иметь равные права и обязанности независимо от пола. Статья 8 гласит, что свобода личности гарантируется и защищается законом. Однако, так как семейные отношения регулируются религиозными общинами, то права ливанцев вообще и права женщин в частности варьируются в связи с их личным статусом и принадлежностью к той или иной конфессии.
Неравенство проявляется в вопросах супружеской неверности, которая до сих пор криминализована. Например, если супруг-мужчина является прелюбодеем, перед обвинением его прелюбодеяние подвергается сомнению, было ли оно совершено в семейном доме или публично. Однако, если женщину обвиняют в прелюбодеянии, она автоматически осуждается.
В соответствии с действующим законом о гражданстве потомки ливанских эмигрантов могут получить гражданство только от отца, женщины не могут передавать гражданство своим супругам или детям.
Большая часть ливанского общества по-прежнему выступает против добрачного секса и матерей-одиночек.

## Религия и личный статус
Из-за большого количества официально признанных религий в Ливане ливанские семейные дела регулируются 18 законами о личном статусе. Так в мусульманских семьях брачный возраст может наступить, как только ребёнок достигнет половой зрелости и разрешено многоженство. Мусульманки могут на законных основаниях выходить замуж за мужчин-христиан или евреев. Например, ливанский католик может жениться на мусульманке при условии крещения их детей. В противном случае пара может выбрать гражданский брак, заключённый за границей, который может быть зарегистрирован в любом посольстве Ливана, что даёт ему официальное признание. Это особенно популярный вариант, поскольку Кипр обычно выступает в качестве предпочтительного направления.